# 테리 베너블스
테런스 프레드릭 베너블스(영어: Terence Frederick Venables, 1943년 1월 6일~2023년 11월 25일)는 흔히 엘 텔 (El Tel)로 알려진 잉글랜드의 저자이자 전 축구 선수 및 감독이다. 1960년대에서 1970년대까지 그는 첼시, 토트넘 홋스퍼, 그리고 퀸스 파크 레인저스를 비롯한 다양한 구단에서 활약하였고, 잉글랜드 국가대표팀 경기에 2번 출전하였다.
감독이 된 후, 베너블스는 1979년에 크리스털 팰리스를 이끌고 풋볼 리그 2부를 우승했다. 퀸스 파크 레인저스 소속으로는 1982년 FA컵 결승전에 진출했고, 1983년에 2부 리그 우승을 거두었다. 바르셀로나 지휘봉을 잡고서는 1985년에 라 리가를 우승하였고, 1986 유러피언컵 결승전에 진출했다. 토트넘 홋스퍼 감독직을 잡았을 때에는 1991년에 FA컵 우승을 이끌었다. 그는 이후 미들즈브러와 리즈 유나이티드를 이끌었다. 1994년부터 1996년까지 잉글랜드 국가대표팀 지휘봉을 잡고서는 UEFA 유로 1996에서 4강 진출의 성과를 냈고, 1997년부터 1998년까지는 오스트레일리아 국가대표팀을 이끌었다.

## 유년 시절
테런스 프레드릭 베너블스는 1943년 1월 6일 대거넘에서 프레드와 머틀 베너블스 사이에서 외동자식으로 출생하였다. 그의 부친은 해군의 하위 장교로, 바킹 출신이었다. 그의 모친은 웨일스인으로 친정을 클리닥 베일에 두었었다. 그는 13세가 되는 해에 부모가 주점을 운영하기 위해 에섹스의 롬퍼드로 이주하였고, 외조부모 오시와 밀리와 동거하면서 축구에 대한 열정을 키워나갔다.

## 클럽 경력
그는 잉글랜드 학생 국가대표로 자국을 대표로 출전하기도 했으며, 첼시, 토트넘 홋스퍼, 웨스트 햄 유나이티드, 그리고 맨체스터 유나이티드 등의 관심을 받게 되었다.

### 첼시
베너블스는 1958년 여름에 학교를 중퇴하고 15세의 나이로 견습 선수로서 첼시에 입단하였다. 그가 회고하기를 첼시에 합류할 당시 이 방법이 스탬퍼드 브리지를 연고로 하는 1군으로 도약하기 위한 절호의 기회로 보았고, 부친에 부업으로 스카우터 일을 제의하였기 때문이었다며, 첼시에 입단한 것은 순전 금전적 이유라는 말콤 앨리슨 웨스트 햄 유나이티드 유소년부 감독의 주장을 반박하였다. 그는 영국을 대표로 1960년 하계 올림픽에 참가하기 위해 프로 선수가 되는 것을 보류했지만, 선수단에 발탁될 가능성이 없다고 판단하면서 프로 선수로 전향하였다. 그는 1960년에 프레스턴 노스 엔드, 1961년에 에버턴을 연달아 이겨 첼시의 FA 유스컵 연속 우승 주역이 되었다. 1960년 2월 6일, 그는 오래 기다렸던 1군 첫 경기를 2-4로 패한 웨스트 햄 유나이티드와의 경기에서 치렀고, 신문은 그를 "차세대 덩컨 에드워즈"로 수식했다.
토미 도허티는 1961년 9월 을 기점으로 첼시에 선수 겸 감독으로 합류했고, 그 다음 달에 테드 드레이크를 대신해 첼시 감독으로 내정되었다. 도허티는 첼시의 성공에 중요한 지도자가 되었는데, 신예 선수들을 중용하여 베너블스가 "도허티의 다이아몬드"중에 하나로 거듭나게 했다. 그러나 사제간의 관계는 썩 매끄럽지 못했는데, 베너블스는 도허티 감독이 전술적 한계가 있다고 생각했다. 첼시는 1961-62 시즌의 종료와 함께 강등되었지만, 1962-63 시즌 풋볼 리그 2부에서 2위로 시즌을 마감해 1년 만에 1부 리그에 복귀하였다. 이어지는 1963-64 시즌에서는 1부 리그를 5위로 마쳤다. 그는 24세의 나이에 FA 코치 자격을 땄는데, 95%의 성적을 받아 우수한 성적으로 합격했다.
그는 이후 첼시 소속으로 리그 컵을 우승했는데, 레스터 시티와의 두 차례 결승전에서 페널티킥으로 1골을 기록했다. 첼시는 1964-65 시즌에 FA컵에서도 4강의 성적을 거두었는데, 리버풀에 막혀 결승 진출이 좌절되었다. 3경기를 남겨둔 상황에 첼시는 맨체스터 유나이티드와 리즈 유나이티드를 제치고 리그에서 역전 우승할 확률이 희박하게 남았지만, 남은 3경기 중 첫 경기를 안필드에서 리버풀에 0-2로 패하였다. 도허티는 야간에 숙소를 나오는 것을 허용하는 결정을 번복했지만, 베너블스와 함께 조지 그레이엄, 배리 브리지스, 존 홀린스, 마빈 힌트, 에디 맥크레디, 조 패셔니, 그리고 버트 머리의 7명의 선수가 통행금지령을 어겼다. 선수단 숙소로 복귀한 것을 확인한 도허티 감독은 이 8명의 선수 전부 남은 2경기에 출전 못하도록 못을 박았다. 첼시가 번리와의 이어지는 경기에서 2-6으로 패하자, 도허티는 블랙풀과의 경기에 징계를 내린 선수를 재차출했지만 또 패했다. 베너블스는 징계를 내린 도허티 감독을 용서치 않았는데, 이 사건을 "무신경하고, 멍청하며, 자학적이다"라고 평했다. 도허티는 1965-66 시즌 끝에 베너블스를 방출 명단에 이름을 올렸는데, 이 시즌에도 첼시는 리그를 5위로 마감했다.

### 토트넘 홋스퍼
베너블스는 £80,000의 이적료에 토트넘 홋스퍼로 이적하였고, 1966년 5월 9일 아스널과의 북런던 더비에 출전했지만 패배를 막지 못했다. 화이트 하트 레인에서 악몽같은 삶은 훈련 도중에 구단 전설 데이브 매케이를 주먹으로 가격하면서 그 사건으로 인한 오랜 갈등은 없었지만 악화일로를 걷게 되었다. 토트넘은 1966-67 시즌에 리그를 3위로 마감하고 밀월 (재대결 끝 승리), 포츠머스, 브리스톨 시티, 버밍엄 시티 (재대결 끝 승리), 그리고 노팅엄 포리스트를 꺾고 웸블리 경기장에서 친정 첼시와 1967 FA컵 결승전에서 격돌하는 좋은 성적을 거두었다. 토트넘은 이 경기에서 2-1로 이기면서 우승했는데, 지미 로버트슨과 프랭크 사울의 연속골로 앞서나가다가 보비 탬블링의 만회골로 만족한 첼시를 따돌렸다. 역설적이게도, 시즌 초에 베너블스는 25/1의 확률로 우승할 것으로 예상되는 첼시의 우승에 £25를 걸었는데, 토트넘이 패하였을 경우 £500의 금액을 땄을 수 있었는데, 대회 우승으로 £500의 상금을 따냈다. 그러나, 세후 금액을 고려하면, 베너블스는 첼시가 우승했을 경우 더 큰 이득을 볼 수도 있었다.
베너블스는 빌 니콜슨 감독과 관계가 좋지 못했는데, 베너블스는 그가 열정을 앗아가 부정적인 영향을 끼친다고 생각했다. 엎친 데 덮친 격으로, 그는 토트넘 지지자들로부터 많은 응원을 받지 못했다. 토트넘은 이어지는 1967-68 시즌과 1968-69 시즌에 각각 리그에서 7위와 6위의 성적을 거두었고, 니콜슨 감독은 1969년 6월 20일에 베너블스의 퀸스 파크 레인저스 이적을 두고 £70,000에 합의를 보았다.

### 퀸스 파크 레인저스
베너블스는 2부 리그 퀸스 파크 레인저스 이적이 자신의 갱생 계기가 되었다고 회고했는데, "이보다 행운이 따라준 이적은 없었다고 생각합니다"라고 언급했다. 그러나, 레인저스는 1969-70 시즌과 1970-71 시즌에 중위권으로 마치는 데에 그쳤고, 베너블스는 이 기간 동안 83경기에 출전해 18골을 기록했다. 짐 그레고리 회장은 레스 앨런 감독을 경질하고 고든 자고를 후임 감독으로 임명했는데, 레인저스는 1971-72 시즌에 4위의 성적을 거두었는데, 승격에 성공한 버밍엄 시티와의 승점차는 고작 2점이었다. 한때 감독이었던 보비 캠벨은 로프터스 로드를 떠나 아스널로 갔고, 자고는 베너블스가 훈련을 주시할 수 있도록 허락했다. 레인저스는 계속해서 발전해 나갔고, 1972-73 시즌에 3위를 기록한 애스턴 빌라와 11점 차로 리그를 2부 리그로 마치면서 안정적으로 승격에 성공했다.

### 크리스털 팰리스
1974년 베너블스는 크리스털 팰리스에 입단하였다. 그와 이언 에반스는 돈 로저스와 맞교환을 위해 수정궁으로 이적하였다. 그는 1974-75 시즌에 풋볼 리그 3부 경기에 14번 출전했지만, 관절염으로 인해 연말에 은퇴했다. 이후, 맬컴 앨리슨 감독은 후반기에 그를 코치로 임명하였다.

## 국가대표팀 경력
국가대표팀 일원으로 2경기를 출전한 것 외에도, 베너블스는 학생, 청소년, 아마추어, U-23, 그리고 성인 국가대표팀 경기에 잉글랜드를 대표로 출전한 유일한 축구 선수로 기록되기도 했다. 아마추어 대표팀이 1974년에 해체되면서 그와 동일한 업적을 세운 선수는 없게 되었다. 앨프 램지 국가대표팀 감독은 베너블스는 1966년 FIFA 월드컵에 출전한 33명의 "후보" 선수들 중 한 명으로 이름을 올렸는데, 베너블스는 2-2로 비긴 벨기에와의 경기와 1-1로 비긴 네덜란드와의 경기에 출전했지만, 대회 본선에 참가할 22인 최종 엔트리에 들지는 못했다.

## 감독 경력

### 크리스털 팰리스
베너블스는 1975-76 시즌에 맬컴 앨리슨의 코치로 동행했는데, 수정궁은 FA컵에서 준결승까지 올라갔다. 그러나, 수정궁은 사우샘프턴에게 준결승전에서 패하면서 리그에서도 악영향을 받아 순위가 5위로 하락했다. 베너블스는 앨리슨의 후임 감독으로 1976년 6월에 취임했다. 베너블스는 마요르카에서 낙하산 요트 사고로 40땀을 꿰맨 버티 미 아스널 후임 감독이 되기를 거절하면서 감독 첫 달은 매우 분주했다.
크리스털 팰리스의 감독으로 취임한 베너블스는 유소년부의 신예 선수를 중심으로 선수단을 개편하고 자유 이적으로 선수들을 불러들이면서 "80년대 선수단"의 구축했다. 거성 측면 선수 피터 테일러는 £200,000에 토트넘에 매각되었고, 이적료 수입은 구단의 적자를 메꾸는 데에 쓰였다. 베너블스는 공격수 라시드 하르쿠크를 펠텀으로부터 영입하기 위해 £1,500을 지출했고, 이적료의 절반은 베너블스가 50%를 나중에 보상 받을 수 있다 생각하고 사비로 부담했다. 1977년 3월, 구단 이사진은 베너블스가 더비 카운티에서 제프 본을 £30,000에 영입하는데 필요한 예산을 마련했고, 본은 1976-77 시즌에 15경기에 출전해 9골을 넣으며 수정궁의 리그 3위와 즉시 승격 자격 획득을 견인했다.
새로 승격한 수정궁은 2부 리그에서도 선전하며 1977-78 시즌에 9위로 리그를 마감하고 1978-79 시즌에는 우승하여 또다시 승격에 성공했다. 2부 리그 우승은 마지막 날에 번리전 승리로 확정지었는데, 일정이 조정되어 승격 경쟁 구단이 모든 일정을 마무리한 뒤에 경기를 치르게 되었다. 이 경기에서 승리를 하면서 브라이턴 & 호브 앨비언, 스토크 시티, 그리고 선덜랜드를 제치면서 남해안의 M23 더비 숙적의 승격을 막으면서 구단 역사상 최고의 순간에 방점을 찍을 수 있었다.
1979-80 시즌은 그가 1부 리그 구단을 이끈 첫 시즌이었는데, 9월 29일에 수정궁의 1부 리그 연착륙을 알렸는데, 그의 선수단은 1주 동안 잉글리시 풋볼 리그 선두에 올랐었다. 비록 순위가 계속 떨어져 13위로 마감했지만, 당시 구단 역사상 최고의 성적을 거두었다.
그 다음 시즌 베너블스의 수정궁은 부진했다. 고액의 이적료에 유명 선수를 영입했지만 별 효과가 없었고, 1980년 10월까지 수정궁은 1부 리그 최하위에 뒤처졌고, 재정난에 처하게 되었다. 베너블스는 10월에 사표를 내고 2부 리그 퀸스 파크 레인저스로 이적했다. 그가 갑작스럽게 구단을 떠난 이유에 대해서는 명확히 알려지지 않았다.

### 퀸스 파크 레인저스
베너블스는 1부 리그의 수정궁을 떠나 2부 리그의 퀸스 파크 레인저스로 이적하였다. 공교롭게도, 그가 셀허스트 파크를 떠나면서 수정궁은 빠르게 몰락하였는데, 시즌이 끝나고 강등의 비극을 마주쳤고, 다시 1부 리그에 복귀하기까지 8년이 걸렸다. 베너블스는 퀸스 파크 레인저스에 몇 명의 선수들을 끌어모았는데, 당시 알려진 바에 따르면, 그의 급여를 올려 재정적 도움을 주었다고 한다.
그는 퀸스 파크 레인저스가 1983년에 우승하여 1부 리그로 올려다 놓았다. 그는 1982년에 2부 리그 신분인 레인저스를 이끌고 FA컵 결승전에 올려다 놓았지만, 결승전에서 그의 친정 토트넘에 재경기 끝에 패하였다.
그의 퀸스 파크 레인저스 감독으로서의 마지막 해인 1983-84 시즌은 리그 5위의 준수한 성적을 냈는데, 이는 1976년 준우승 이래 최고의 성적으로 소속 구단은 UEFA컵 진출권을 획득하였다. 베너블스는 이후 스페인으로 건너가 바르셀로나의 지휘봉을 잡게 되었고, 한편 그의 바통을 이어받은 앨런 멀러리는 로프터스 로드에서 실망스러운 6개월을 보내게 되었다.

### 바르셀로나
베너블스는 크리스털 팰리스와 퀸스 파크 레인저스에서의 행보로 높은 명성을 쌓았고, 그에 따라 그는 유럽의 다수 유명 구단들의 제의를 받게 되었다. 1984년, 베너블스는 바르셀로나의 감독직 제의를 수락하였고, 이후 "엘 텔"이라는 수식어가 따라붙게 되었다. 그는 바르셀로나의 부회장과 친분이 있다고 밝힌 보비 롭슨의 추천을 받았고, 몇 년 후, 그는 사령탑에 취임했다. 베너블스는 철저한 잉글랜드적 전술 체계를 도입했는데, 고전적 4-4-2 배치 형태였고, 제라르, 미겔리, 그리고 훌리오 알베르토와 같은 훌륭한 수비진에 독일인 베른트 슈스터를 중심으로 한 활발한 베른트 슈스터가 빛을 발하였다. 카탈루냐 지방에서의 3년 동안, 베너블스는 1984-85 시즌에 라 리가 정상에 올랐는데, 이는 1973-74 시즌 이래 11년 만의 우승이었고, 이듬해인 1985-86 시즌에는 코파 델 레이 결승전에 올랐으나 사라고사에 패하였다.
바르셀로나는 1986 유러피언컵 결승전에도 진출했지만, 스테아우아와의 결승전에서 0-0으로 연장 접전 끝에 비긴 후 승부차기에서 패하였다. 이 결승전은 바르셀로나가 1961년 이래 처음으로 진출한 유러피언컵 결승전으로, 유러피언컵 역사상 가장 극적인 준결승전 승리 이후에 치른 결승전이었다. 베너블스의 바르셀로나는 스웨덴의 IFK를 상대로 1차전에 0-3으로 대패하였지만, 캄 노우에서 벌어진 4강 2차전에서 3-0으로 이겨 합계 3-3의 동률로 맞추고 승부차기 끝에 결승에 올라갔다.
베너블스는 1986년에 영국에서 공격수들을 영입했는데, 게리 리네커를 에버턴에서, 마크 휴스를 맨체스터 유나이티드에서 영입하였다. 리네커는 캄 노우에서 큰 성공을 거두었는데, 레알 마드리드와의 고전 더비에서 해트트릭으로 3-2 승리를 견인한 것을 포함해 1년차에 21골을 기록하였다. 리네커는 바르셀로나에서 3년을 보냈는데, 이후 베너블스가 토트넘 홋스퍼로 1989년에 불러들이기에 이르렀다. 그러나, 휴스는 그다지 큰 성공을 거두지 못해고 1년 만에 바르셀로나를 떠났는데, 그는 바이에른 뮌헨으로 임대되었다.
베너블스는 1987년 9월에 바르셀로나에서 해임되었는데, 캄 노우에서 다시 우승을 거두는 데에 실패하고, 앞서 6개월전 나중에 준우승을 차지하는 던디 유나이티드와의 UEFA컵 8강전에서 안방과 원정에서 모두 패한 것이 화근이었다.

### 토트넘 홋스퍼
1987년 11월 23일, 그는 잉글랜드 무대로 복귀해 토트넘 홋스퍼의 지휘봉을 잡았다. 그의 토트넘에서의 성과는 극과 극으로 나뉘는데, 대부분 시즌을 리그 중위권으로 마무리한 면도 있지만, 1991년 FA컵 우승과 1990년 리그 3위의 성과도 냈다. 베너블스는 게리 리네커와 폴 개스코인을 토트넘으로 불러들였고, 1990년에 보비 롭슨이 떠나면서 공석이 된 잉글랜드 국가대표팀의 유력한 감독 후보였지만, 이 직위에 의구심이 있던 지라 그 자리는 그레이엄 테일러가 차지했다. 베너블스는 결국 잉글랜드 축구 협회의 후임 국가대표 최종 후보 3인에 이름을 올리지 못했다.
래리 길릭을 £20M에 영입하는데 실패한 후, 앨런 슈거는 베너블스를 수석 매니저 직위로 올려놓았고, 이 과정에서 1991년 6월에 로버트 맥스웰가 이 직위를 놓고 경합했다. 이어지는 2시즌 동안 토트넘은 피터 슈리브스가 지휘했는데, 그는 레이 클레멘스와 더그 리버모어와 함께 공동 직위를 맡았지만, 결국 사실상 베너블스가 1군에서 더 적극적인 활동을 했다. 슈거와의 개인적 불화로 인해 베너블스는 1993년 5월 14일에 영업 관련 문제로 감독직을 내려놓아야 했다. 임시 금지령 이후, 그는 복직하였지만, 3일 진행된 고등 법원 청문회는 그로 하여금 손해를 배상을 하도록 했다.

### 잉글랜드 국가대표팀
베너블스는 지미 암필드 잉글랜드 축구 협회의 추천을 받아 1994년 1월 28일에 잉글랜드 국가대표팀 감독이 되었다. 그러나, 그는 영업 관련 문제로 언론의 집중 추적과 견책의 대상이 되었는데, 그로 인해 케이트 호이 하원 의원이 국회에서 베너블스가 국가대표팀 감독으로 부적합하다고 성명하기에 이르었다. 그는 던 호우와 마이크 켈리를 코치로 임명하였고, 데이브 섹스턴을 잉글랜드 U-21 국가대표팀 감독으로 앉혔다. 그는 1995년 6월에 열린 엄브로 컵에서 잉글랜드의 준우승을 이끌었지만, 폴 인스가 대회 참가를 거부하면서 국가대표팀에서 퇴출시켰다.
잉글랜드는 개최국 자격으로 UEFA 유로 1996에 자동 출전하게 됨에 따라 몇 차례 친선전 일정을 잡아 자신의 선수단을 실험하고 본선에 기용할 최고의 선수 조합을 물색하기 시작했는데, 특히 선수들에게 가장 적합한 전술 체계를 구축하기 위해 시행했다. 베너블스 감독은 FA의 내부 조직위원회 회장 노엘 화이트가 1995년 12월에 베너블스의 계약 연장을 허락하지 않음에 따라 UEFA 유로 1996 대회가 종료되는 대로 국가대표팀 감독직을 내려놓게 되었다. 이에 반해, 잉글랜드 축구 협회는 대회에서 거두는 성적에 따라 그의 향후 행보를 결정해야 한다고 주장했다. 1996년 5월, 글렌 호들이 베너블스의 바통을 이어받는 것으로 확정되었고, 그에 따라 잉글랜드의 대회 성적과 무관하게 그는 감독직을 그만두어야 했다.
데이비드 플랫이 친선전을 치르는 동안에 주장을 맡았지만, 베너블스는 UEFA 유로 1996 본선에서 토니 애덤스가 주장 완장을 차도록 했다. 그는 특히 폴 개스코인과 몇몇 선수들이 홍콩 전지훈련에서 나이트클럽에 취한 채 찍힌 것이 밝혀진 것을 포함해 언론의 집중 포화를 꿋꿋히 견뎌내며 대회 전부터 끝날 때까지 선수들 사이에 우뚝 섰다. 베너블스는 몇몇 기자들을 "배신자"로 찍었고, 이 행위를 잉글랜드 선수들에 대한 "마녀사냥"이었다고 비난했다. 잉글랜드는 대회에서 무패행진을 달렸는데, 스위스와의 조별 리그 첫 경기에서 비긴 후, 스코틀랜드를 2-0, 네덜란드를 4-1로 이겼다. 은퇴한 후, 베너블스는 네덜란드전 승리를 "완벽함 - 내 축구 인생의 가장 짜릿한 순간"이라고 회고했다. 인글랜드는 스페인과의 8강전에서 승부차기로 이겼지만, 독일과의 준결승전에서 1-1로 비긴 후 승부차기 끝에 패했다.
UEFA 유로 1996에 베너블스 감독의 주포였던 앨런 시어러는 "테리 감독님의 지식과 전술적 내공은 핵심이었고 감독님은 우리가 어떻게 최선을 다할 수 있을 지를 아셨습니다. 우리는 감독님을 신뢰하고, 감독님께 보답하기 위해 대회에서 실력을 발휘했습니다. 이 대회에 참가했던 또다른 선수 개러스 사우스게이트는 "테리 감독님이 그 누고도 뜨지 못하게 한 눈을 뜨게 하셨습니다. 감독님께서는 전술적 인지력이 뒤어나셨습니다. 조 안의 모든 성인 선수들이 감독님께 많은 것을 배웠고, 이것은 뛰어난 성과였습니다"라고 말했다. UEFA 유로 1996에 참가했던 선수단에 대해 롭 스미스는 가디언 지에 "테리 베너블스 감독의 지도 하에, 우리 선수단은 존경스러울 정도로 계몽적이며, 현대적으로 보아도 유연하고 차분한 잉글랜드 국가대표팀이 조성되었다. 잉글랜드는 스코틀랜드와 독일을 상대로도 진짜 3-5-2 전술을 구현해냈다. 그러나 그렇게까지 완벽하지 못했다"라고 기고했다. 스미스는 잉글랜드 국가대표가 당시 대회에서 네덜란드와 독일을 상대로만 "단지 두 차례 준수한 활약을 했다"라고 상반된 주장을 병치했다.

### 오스트레일리아 국가대표팀
베너블스는 1996년 11월에 에디 톰슨의 사임으로 공석이 된 오스트레일리아 감독으로 취임했다. 1997년 FIFA 컨페더레이션스컵에서, 베너블스는 오스트레일리아를 결승전까지 올렸지만, 브라질을 막기에는 역부족이었다. 오스트레일리아 국가대표팀은 오세아니아 FIFA 월드컵 예선전에서 승승장구했지만, 플레이오프전에서 원정 다득점에 밀려 이란에 본선 진출권을 헌납했다. 테헤란에서 1-1로 비긴 오스트레일리아는 2차전 전반을 2-0으로 앞선 채 마감했지만, 막판에 2골을 실점하여 1998년 FIFA 월드컵 본선행이 원정 다득점으로 좌절되었다. 베너블스는 사커루 지휘봉을 내려놓았는데, 협회가 1974년 이래 첫 FIFA 월드컵 본선행을 이룩하기 위해 정부 지원까지 받고도 실패했기 때문이었다.

### 크리스털 팰리스 복귀
1998년 3월, 그는 마크 골드버그가 막 인수를 한 크리스털 팰리스로 복귀했다. 베너블스는 1999년에 씁쓸하게 떠났는데, 남부 런던 연고 구단이 재정 감사에 들어갔기 때문이었다. 그의 취임은 언론의 광풍을 불러모았는데, 골드버그가 5년 안에 수정궁을 유럽의 거함으로 변모시킬 것이라 호언장담했기 때문이었다. 그러나, 그의 꿈은 1년도 안되어서 끝났는데, 수정궁은 간신히 파산을 모면하면서 디비전 1의 중위권을 차지했다. 베너블스는 실제로 크리스털 팰리스를 유럽대항전으로 이끌었는데, UEFA 인터토토컵에 불과했지만, 이적 시장에서 실패로 미래 행보가 불확실해지자 유소년부 선수들을 배치하여 수정궁은 더 앞으로 나아가지 못했다.

### 미들즈브러
웨일스와 첼시 등의 감독직이 공석이 된 곳과도 연결되었지만, 베너블스는 2000년 12월까지 축구계에서 야인으로 남았는데, 그는 미들즈브러의 감독으로 현임 브라이언 롭슨을 도와 강등을 피할 수 있도록 특명을 받았다. 구단은 리그를 14위로 마감해 잔류에 성공했다. 그러나, 티사이드 지역은 그의 언론 및 사업을 끌어들이기에 외진 곳이었기 때문에 2001년 6월에 롭슨과 거의 동시에 구단을 떠났다.

### 리즈 유나이티드
2002년 7월, 베너블스는 리즈 유나이티드의 감독이 되었다. 리즈의 막대한 재정난은 리오 퍼디난드가 베너블스 감독의 취임을 목전에 두고 맨체스터 유나이티드에 매각되면서 가시화되었지만, 여전히 건재한 선수단이 남아 있었고 2년 전에 UEFA 챔피언스리그에 진출했었다. (실제로 퍼디난드가 본선행이 결정되고 입단했다.) 이에도 불구하고, 그 해 12월밖에 되지 않아 리즈는 리그 컵과 UEFA컵에서 조기에 탈락하고 리그 하위권을 맴돌았다.
리즈는 2003년 1월에 상황이 악화되었는데, 눈덩이처럼 불어나는 구단의 빚을 청산하기 위해, 조너선 우드게이트가 베너블스 감독에 통보도 되지 않고 뉴캐슬 유나이티드에 매각되었다. 베너블스는 우드게이트를 매각할 경우 떠날 것이라 으름장을 놓았지만, 피터 리즈데일이 잔류를 설득했다. 구단이 강등권으로 굴러떨어지면서, 더 많은 선수들의 매각과 관련된 소문이 도는 와중에 베너블스는 2003년 3월에 구단 운영진으로부터 해고 통지서를 받았다.

### 이후 행보
베너블스는 2005년에 오스트레일리아의 뉴캐슬 제츠와 연결되었지만, 그의 영국에서의 활동으로 인해 감독직을 수락하지 않았고, 그의 요원은 그가 어느 구단과도 계약하지 않았다고 못을 박았다. 2005-06 시즌 말, 그가 미들즈브러 복귀한다는 소문이 돌았지만, 그는 자신이 프리미어리그 구단의 정감독을 맡기에는 늙었다고 생각해 거절했다. 그해 말, 베너블스는 잉글랜드 국가대표팀에 복귀해 스티브 매클래런 신임 감독을 보좌할 수석 코치가 되었다. 그러나, 그는 매클래런 감독과 함께 잉글랜드의 UEFA 유로 2008 본선행 좌절에 총대를 매고 해임했다.
2007년부터, 베너블스는 언론에 따르면 공석이 된 여러 곳의 감독직과 연결되었는데, 이들 중에는 아일랜드 국가대표팀, 불가리아 국가대표팀, 퀸스 파크 레인저스, 헐 시티, 그리고 웨일스 국가대표팀이 있었다. 2012년, 비리그 구단 웸블리가 그를 기술 고문으로 영입했다.

## 대중적 상과 감독 방식
포포투 축구지의 기자 루크 지넬의 말에 따르면 베너블스의 경력을 "주관적으로 볼때 행동보다 말이 많았다"고 묘사했고, 스포츠 기자 미히르 보즈는 그를 "가짜 메시아"로 수식했다. 타임즈 지는 베너블스가 "축구장 밖에서 사고를 치는 모리배"였다고 묘사했다. 리처드 윌리엄스는 "베너블스를 불신한 자들은 그와 동행했던 자들한테 일침을 받았는데, 그와 동행했던 선수들은 예를 찾아보기 힘들게 국내에서 가장 축구적 지능이 뛰어난 인물로 우러러본다"고 말했다. 옵저버의 기자 빌 버로스는 2004년에 베너블스에 대해 "얻은 것이 적고 잃은 것이 많은" 그가 "그의 동료들에 의해 '성공의 대명사'로 통하는가"라고 자문자답했다. 그의 답은 "그는 큰 경기에서 승부차기 끝에 지는 일이 많았고, 토트넘 소속으로 리그 3위에 그쳤다. 그러나, 사실, 브라이언 클러프와 같은 최고의 감독들과 비교했을 때 그의 수상 기록이 많지 않을 뿐이어다"였다.
베너블스는 자칭 "선수들의 감독"이라고 불렀는데, 그는 선수들의 사생활을 자유로이 풀어주었고, 언론의 비난 대상이 되었을 때 그들을 두둔했다. 그는 선수들이 안주할까봐 전반전이 끝나고서의 작전 시간에 선수들을 칭찬하기를 꺼려했는데, 말을 적게 하고 마음을 가볍게 하는 말을 하는 것이 중요하다고 생각했으며, 그에 따라 선수들이 요점을 파악하고 후반전에도 남은 경기를 훌륭히 수행할 수 있다고 믿었다.

## 사생활
테리는 예복 제작가 크리스틴 매칸을 1966년에 배우자로 맞이했다. 둘은 1984년에 이혼하기 전까지 슬하에 두 딸을 두고 있었다. 그의 두번째 아내는 이베트 버자이어로 1984년에 칭포드의 부친 주점에서 만났다. 베너블스는 두 번째 아내와 바르셀로나로 같이 건너갔었고, 1991년에 둘은 결혼하였다. 그녀는 켄싱턴에 스크라이브스 웨스트 식당을 7년 운영했다. 베너블스는 그 식당을 1997년에 팔아치웠다.

### 관심 사업
그가 처음으로 시작한 사업은 런던 서쪽 끝에 첼시 동료 조지 그레이엄과 론 해리스와 함께 양복집을 연 것이었다. 양복집 사업은 큰 성과를 내지 못했고 결국 파산하기에 이르렀다.
1998년 1월 14일, 고등 법원은 1986년 기업 경영 해임 법률 8항에 따라 베너블스의 스크라이브스 웨스트 유한회사, 에데노트 유한 책임 회사, 토트넘 홋스퍼 유한 책임회사, 그리고 토트넘 홋스퍼 축구 및 육상사 유한 회사의 경영인 자격을 7년 박탈했다. 이 판결은 영국 무역산업성이 베너블스가 매수, 위증, 허위진술, 계좌 조작, 후원자금 횡령 등을 확인한 것으로 시작되었다.(토트넘 홋스퍼 유한회사 판결)
베너블스는 오스트레일리아 감독직을 맡으면서 자문 위원을 맡았고, 이후 포츠머스의 회장이 되었다. 그는 1997년 2월에 £1에 51%의 지분으로 사들였지만, 11달 후 논란의 상황에 빠졌다. 그의 회사 벤코프가 1997년 여름에 £300,000의 보너스를 받았는데, 그는 구단을 떠나면서 £250,000을 받은 것으로 생각되었지만, 풋볼 리그 1부에 구단을 내버려두고 떠났다.
비록 포츠머스는 1997-98 시즌에 강등을 피했지만, 재정난은 악화되어 파산 일보 직전까지 갔다가, 1999년 밀란 만다리치가 인수하고 나서야 안정화되기 시작했다.
2014년, 그는 아내와 함께 스페인의 알리칸테 지역에 부티크 호텔 겸 식당인 페나굴리아를 열었다. 베너블스는 2019년 초에 은퇴를 결정하면서 매각했다.

### 작가 및 가수 활동
베너블스는 1970년대에 프로 축구인 조합 부회장을 맡았었고, 퀸스 파크 레인저스 동료 데이브 토머스를 번리 회장 밥 로드를 상대로한 헌정에 대표로 세웠다. 그는 고든 윌리엄스와 함께 소설 5권의 저자가 되었다: 그들은 잔디 위에서 축구하곤 했다 (1973), 태어나지 않은 골키퍼 (1974), 솔로몬을 한 헤이즐 (1974), 헤이즐과 카드 3장 속임수 (1975), 헤이즐과 무시무시한 광대 (1976) 그는 작가활동을 하면서 첫 책 "그들은 잔디 위에서 축구하곤 했다"를 쓴 것에 대해 비평가들이 그의 공헌을 무시함에 따라 "P.B. 유일"의 필명을 썼다. 그들은 잔디에서 축구하곤 했다는 BBC의 2003년 대박 저서 투표에서 #172위에 제목을 올렸다. 그는 ITV의 탐정 시리즈 헤이즐의 공동 저자로 이름을 올렸다. 80년대 중반부터 BBC의 평론가로 활동한 그는 1994년에 파노라마 프로그램과 관련된 법정 다툼을 벌이고 그에 불리한 증언이 나오면서 ITV 일을 그만두었다. 1990년, 베너블스는 "테리 베너블스는 당신이... 감독으로 임명하기 위해 초대ㅐ합니다"라는 보드 게임의 공동 설계자가 되었다.
그의 부모는 노래에 소질이 있었는데, 이는 베너블스가 가수 활동을 하는 데에도 영향을 주었다. 그는 17세의 나이로 클랙턴-온-시의 버틀린스에 참가했지만, 첼시의 만류로 결선에 참가하지 못했다. 2002년, 그는 FIFA 월드컵을 맞이하여 울트라와 공동 녹음하였다. "잉글랜드 미쳐라"는 영국 차트 순위 46위에 올랐었다. 2010년, 그는 엘비스 프레슬리의 노래 "내가 꿈을 꿀 수 있다면"을 더 선 지와 함께 녹음하였다. 이 곡은 60기 악기로 구성된 로열 필하모닉 오케스트라 악단과 해리 레드냅, 그리고 이언 라이트가 웸블리 경기장에서 함께 녹음한 것이었다. 이 곡은 6월 13일에 영국 차트 23위에 올랐다.

## 경력 통계

### 선수
출처:
| 클럽                            | 시즌       | 리그명       | 리그 | 리그 | 컵   | 컵 | 기타 | 기타 | 합계 | 합계 |
| 클럽                            | 시즌       | 리그명       | 출장 | 골   | 출장 | 골 | 출장 | 골   | 출장 | 골   |
| ------------------------------- | ---------- | ------------ | ---- | ---- | ---- | -- | ---- | ---- | ---- | ---- |
| 첼시                            | 1959–60    | 1부 리그     | 1    | 0    | 0    | 0  | 0    | 0    | 1    | 0    |
| 첼시                            | 1960–61    | 1부 리그     | 36   | 0    | 1    | 0  | 3    | 0    | 40   | 0    |
| 첼시                            | 1961–62    | 1부 리그     | 12   | 1    | 0    | 0  | 0    | 0    | 12   | 1    |
| 첼시                            | 1962–63    | 2부 리그     | 42   | 2    | 4    | 1  | 0    | 0    | 46   | 3    |
| 첼시                            | 1963–64    | 1부 리그     | 38   | 8    | 3    | 0  | 0    | 0    | 41   | 8    |
| 첼시                            | 1964–65    | 1부 리그     | 39   | 7    | 5    | 0  | 5    | 1    | 49   | 8    |
| 첼시                            | 1965–66    | 1부 리그     | 34   | 8    | 6    | 0  | 8    | 3    | 48   | 11   |
| 첼시                            | 합계       | 합계         | 202  | 26   | 19   | 1  | 16   | 4    | 237  | 31   |
| 토트넘 홋스퍼                   | 1965–66    | 1부 리그     | 1    | 0    | 0    | 0  | 0    | 0    | 1    | 0    |
| 토트넘 홋스퍼                   | 1966–67    | 1부 리그     | 41   | 3    | 8    | 2  | 1    | 0    | 50   | 5    |
| 토트넘 홋스퍼                   | 1967–68    | 1부 리그     | 36   | 2    | 4    | 0  | 5    | 1    | 45   | 3    |
| 토트넘 홋스퍼                   | 1968–69    | 1부 리그     | 37   | 0    | 4    | 0  | 5    | 1    | 46   | 1    |
| 토트넘 홋스퍼                   | 합계       | 합계         | 115  | 5    | 16   | 2  | 11   | 2    | 142  | 9    |
| 캔터버리-매버릭스 올림픽 (임대) | 1974       | NSW 1부 리그 | 18   | 0    | 0    | 0  | 0    | 0    | 18   | 0    |
| 퀸스 파크 레인저스              | 1969–70    | 2부 리그     | 34   | 5    | 4    | 1  | 4    | 1    | 42   | 7    |
| 퀸스 파크 레인저스              | 1970–71    | 2부 리그     | 38   | 10   | 1    | 0  | 2    | 1    | 41   | 11   |
| 퀸스 파크 레인저스              | 1971–72    | 2부 리그     | 27   | 1    | 2    | 0  | 4    | 0    | 33   | 1    |
| 퀸스 파크 레인저스              | 1972–73    | 2부 리그     | 37   | 1    | 1    | 0  | 1    | 0    | 39   | 1    |
| 퀸스 파크 레인저스              | 1973–74    | 1부 리그     | 36   | 2    | 6    | 0  | 3    | 0    | 45   | 2    |
| 퀸스 파크 레인저스              | 1974–75    | 1부 리그     | 5    | 0    | 0    | 0  | 1    | 0    | 6    | 0    |
| 퀸스 파크 레인저스              | 합계       | 합계         | 177  | 19   | 14   | 1  | 15   | 2    | 206  | 22   |
| 크리스털 팰리스                 | 1974–75    | 3부 리그     | 14   | 0    | 2    | 0  | 0    | 0    | 16   | 0    |
| 경력 합계l                      | 경력 합계l | 경력 합계l   | 526  | 50   | 51   | 4  | 42   | 8    | 619  | 62   |

1. ↑  세인트 패트릭스 애슬레틱의 기록은 제외

### 감독
| 구단               | 취임             | 해임            | 기록 | 기록 | 기록 | 기록 | 기록  |
| 구단               | 취임             | 해임            | 전   | 승   | 무   | 패   | 율 %  |
| ------------------ | ---------------- | --------------- | ---- | ---- | ---- | ---- | ----- |
| 크리스털 팰리스    | 1976년 6월 16일  | 1980년 10월 1일 | 208  | 76   | 74   | 58   | 036.5 |
| 퀸스 파크 레인저스 | 1980년 10월 1일  | 1984년 5월 24일 | 184  | 90   | 38   | 56   | 048.9 |
| 바르셀로나         | 1984년 6월       | 1987년 9월      | 105  | 57   | 28   | 20   | 054.3 |
| 토트넘 홋스퍼      | 1987년 11월 28일 | 1991년 6월 30일 | 165  | 67   | 46   | 52   | 040.6 |
| 잉글랜드           | 1994년 1월 28일  | 1996년 7월 30일 | 23   | 11   | 11   | 1    | 047.8 |
| 오스트레일리아     | 1996년 11월      | 1998년          | 23   | 15   | 3    | 5    | 065.2 |
| 크리스털 팰리스    | 1998년 6월 4일   | 1999년 1월 15일 | 31   | 11   | 8    | 12   | 035.5 |
| 미들즈브러         | 2000년 12월 6일  | 2001년 6월 12일 | 25   | 8    | 11   | 6    | 032.0 |
| 리즈 유나이티드    | 2002년 7월 8일   | 2003년 3월 21일 | 42   | 16   | 7    | 19   | 038.1 |
| 합계               | 합계             | 합계            | 806  | 351  | 226  | 229  | 43.5  |

## 수상

### 선수
첼시
- 풋볼 리그 컵: 1964–65[90]
- 풋볼 리그 2부 준우승: 1962–63[14]

토트넘 홋스퍼
- FA컵: 1966–67[90]
- FA 채리티 실드: 1967 (공동 우승)[91]

퀸스 파크 레인저스
- 풋볼 리그 2부 준우승: 1972–73[90]

### 감독
크리스털 팰리스
- 풋볼 리그 2부: 1978–79[90]
- 풋볼 리그 3부 3위 승격: 1976–77

퀸스 파크 레인저스
- 풋볼 리그 2부: 1982–83[90]
- FA컵 준우승: 1981–82[90]

바르셀로나
- 라 리가: 1984–85[90]
- 코파 데 라 리가: 1986[90]
- 유러피언컵 준우승: 1985–86[90]

토트넘 홋스퍼
- FA컵: 1990–91[90]
- FA 채리티 실드: 1991 (공동 우승)[90]

오스트레일리아
- FIFA 컨페더레이션스컵 준우승: 1997

개인
- 돈 발론 올해의 감독: 1985[90]
- 잉글랜드 축구 명예의 전당 헌액: 1997
- 프리미어리그 이달의 감독: 2001년 1월[92]